# Boumahra Ahmed
Boumahra Ahmed (în arabă بومھرة أحمد) este o comună din provincia Guelma, Algeria.
Populația comunei este de 17.834 de locuitori (2008).